# Hermandad del Descendimiento (Córdoba)
La Primitiva y Muy Antigua Hermandad del Santísimo Cristo del Descendimiento, María Santísima del Refugio, Nuestra Señora de los Dolores y del Rayo, San Juan Evangelista y Nuestra Señora del Buen Fin es una Hermandad culto católico de la ciudad de Córdoba, España. Tiene sede canónica en la Iglesia de San José y Espíritu Santo, en la barriada del Campo de la Verdad, y realiza su Estación de Penitencia en la tarde-noche del Viernes Santo.

## Historia
Existe constancia de la existencia de una cofradía penitencial con el título de Descendimiento de la Cruz erigida en la Iglesia Conventual de San Pablo en el año 1578, aunque a finales de este siglo XVI ya había desaparecido. No sería hasta principios del siglo XX cuando surgiría lo que sería el germen de la actual corporación. En 1903, unos jóvenes empezaron a organizar una Hermandad para dar culto a una imagen de San José y al antiguo Cristo de las Ánimas. Fue el entonces capellán de la Iglesia de San José y Espíritu Santo, Evaristo Espino, estimuló a aquellos jóvenes para que la imagen del crucificado que tanta devoción con citaba tuviera su cofradía. Por ello, el 16 de febrero de 1908, quedó refundada la hermandad, cuyos componentes decidieron incorporar a la procesión oficial del Viernes Santo cordobés el paso de misterio del Descendimiento. Desde aquel momento la Cofradía pasaría a llamarse: Hermandad de nazarenos del Santo Cristo de las Ánimas, Sagrado Descendimiento de Cristo Nuestro Señor y María Santísima del Rayo. Sin embargo, y a pesar del aparente éxito inicial de la corporación y de la gran devoción por el Titular cristífero, a partir de 1918 dejó de procesionar, después de haberlo hecho desde 1915, para finalmente terminar desapareciendo, bien ese mismo año o en 1919.
Un nuevo paréntesis se abre hasta que en el año 1937 se produce el nacimiento de la actual Hermandad del Santísimo Cristo del Descendimiento, fruto de la revitalización del movimiento cofrade cordobés auspiciado por las autoridades locales. La iniciativa de un pequeño grupo de artesanos y empleados cristaliza rápidamente, y en junio de 1937 son aprobados los estatutos de esta nueva corporación por el Obispo Adolfo Pérez Muñoz, estableciéndose en la Ermita del Santo Cristo de las Ánimas. El objetivo prioritario realizar Estación de Penitencia, deseo que conseguirán ver cumplido el Jueves Santo de 1938. 
Sin embargo, conscientes los miembros de la junta de gobierno de que las imágenes heredadas no encajaban en el misterio del Descendimiento, ya que después de todo, la imagen cristífera era la de un crucificado normal, concibieron la ambiciosa idea de encargar un grupo escultórico de gran valor artístico capaz de suscitar la devoción del barrio y de la ciudad. Esta tarea será encomendada al joven imaginero valenciano Amadeo Ruiz Olmos, quien se encargará de tallar el nuevo Titular cristífero de la corporación, y las imágenes la Virgen María, María Magdalena, San Juan Evangelista, los Santos Varones, y las dos Marías. Todas ellas talladas totalmente en madera dorada, estofada y policromada. Es así cuando, en 1939, la Hermandad, después de desplazar su Estación de Penitencia a la noche del Viernes Santo, debido a la lluvia aparecida en la noche del Jueves Santo, estrenó su nueva imagen Titular.

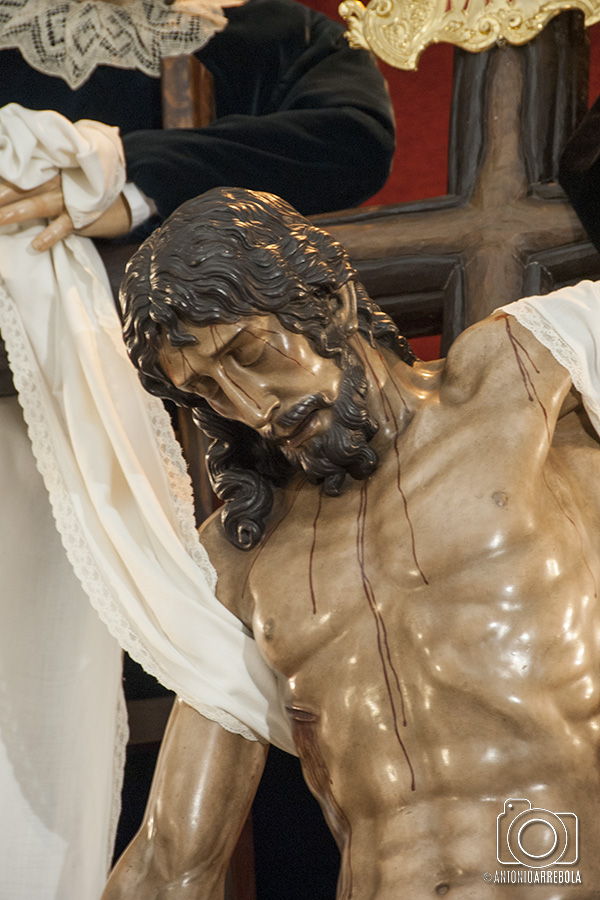
Imagen del Santísimo Cristo del Descendimiento obra de Amadeo Ruiz Olmos.

Sin embargo, los acontecimientos no favorecieron en los años siguientes. Inicialmente, Ruiz Olmos solo llevó a cabo las imágenes de la Magdalena y Santos Varones, ya que en aquellos años era procesionada en el paso de misterio la imagen de Nuestra Señora de los Dolores y del Rayo, imagen de gran devoción en el barrio del Campo de la Verdad.  Sin embargo, en 1957 se produjo la prohibición de la Agrupación de Cofradías a que los Santos Varones continuaran procesionando por falta de adecuación estética, ya que en su momento, el artista los había revestido con ropajes de cartón y escayola. Esto, sumado a la crisis institucional que atravesaba la Hermandad, provocó que únicamente se encargaran las figuras de la Virgen y San Juan, las cuales salieron por vez primera en el año 1960. Se trataban de esculturas talladas antes que imágenes, lo cual en principio era bueno para la cofradía, que no tendría que gastar un dinero inexistente en costosos ropajes, pero por el contrario, estas no llegaron a calar en el sentimiento popular a pesar de ser magníficas piezas escultóricas. No sería hasta 1968 cuando se estrenarían las nuevas imágenes de los Santos Varones, Nicodemo y José de Arimatea; y Ruiz Olmos llevaría a cabo una restauración sobre la Magdalena, convirtiéndola en una talla completa como el resto, ya que antes era una imagen de vestir.
Comenzaban así el periodo de esplendor de la Hermandad. Con el paso de misterio finalizado, el primer proyecto de envergadura que asumió la corporación fue el de incorporar a la Hermandad un paso de palio. Antes de poseer la nueva imagen fue Fray Ricardo de Córdoba, religioso capuchino muy vinculado a la Cofradía como consiliario, director espiritual o asesor artístico, quien sugirió la advocación del Buen Fin. Triple buen fin: por su parto, por la muerte de su Hijo y por su buen fin en la Tierra. Sería el mismo religioso quien puso en contacto en 1985 a los miembros de la Junta de Gobierno con los anticuarios sevillanos hermanos Morillo, que eran propietarios de una imagen de la Virgen de la que sólo disponían de la cara y el busto, la cual agradó y fue adquirida por la Hermandad. En 1987, con motivo del Cincuentenario de la Hermandad, se producirían un sinfín de actos, entre los que destacaron el pregón del cincuentenario llevado a cabo por Fray Ricardo, y quien sería el encargado de coronar a Nuestra Señora del Buen Fin en una función religiosa celebrada el 22 de marzo. Finalmente, se produjo el estreno procesional de la nueva Titular mariana, en la Estación de Penitencia de la Cofradía el Viernes Santo de ese año. 
Tras esto, la Hermandad volvió a acometer un proyecto revolucionario como fue la sustitución total de todas las imágenes del misterio, excepto la del Cristo. Pues, si bien las imágenes de Ruiz Olmos poseían gran valor artístico, estas no encajaban con el gusto imaginero andaluz, y sobre todo con el triunfo de la moda actual de llevar los pasos por costaleros al compás de marchas procesionales. Esto último resultaba imposible por el excesivo peso de las tallas, de ahí que el paso tuviera que ser llevado con ruedas.
Por ello, y tras una restauración de la imagen del Cristo por el joven imaginero cordobés Miguel Ángel González Jurado, discípulo del artista sevillano Luis Álvarez Duarte, se le encargó al mismo el tallado en varias etapas las nuevas imágenes del misterio, siendo todas ellas de candelero, es decir, de vestir. Así en 1993 fueron bendecidas las imágenes de María Santísima del Refugio y de San Juan Evangelista, realizando ambas su primera Estación de Penitencia ese mismo año. El resto de imágenes se estrenaron en los años siguientes, siendo finalizado el misterio en el año 1999.
A su vez la Hermandad, la cual había tomado la sensata decisión de conservar sus valiosas andas, le encomendó al joven artista José Carlos Rubio Valverde la reforma del paso, alargándolo de costero y reducirlo de frontal para conseguir un efecto más proporcionado. Al mismo tiempo le sustituyó los candelabros arbóreos y las cuatro cabezas de los evangelistas de las esquinas por otras más reducidas, aunque siguiendo fielmente el modelo de José Callejón.
En el año 2001 la Hermandad adquirió una casa hermandad que fue bendecida el 10 de marzo de 2001, y la cual serviría para acoger las imágenes Titulares de la Hermandad a causa de las obras que se empezaron a efectuar a partir del mes de noviembre de 2006 en la Parroquia de San José y Espíritu Santo y que provocaron que estuviera cerrada al culto hasta el 24 de diciembre de ese mismo año. Durante ese tiempo, la Hermandad acondicionó sus dependencias para establecer una capilla al efecto. 
Por su parte, el paso de palio, cuyo bordado en técnica de aplicación fue finalizado en el año 2010 tras su paso por diversos talleres cordobeses, estaba por sufrir una última modificación de gran calado. En 2018, fue presentado el proyecto del palio definitivo, el cual obedecía al bordado en oro y seguía la creatividad de Fray Ricardo de Córdoba, guía espiritual de la corporación, y Antonio Villar, hermano de la Hermandad. Se trataba del último gran proyecto de Fray Ricardo, ya que tristemente, el fraile terminaría falleciendo en el año 2019, convirtiendo así al palio en una obra póstuma del querido y reconocido sacerdote.  Si bien estaba previsto que ninguna bambalina fuera estrenada hasta que el palio en su totalidad estuviera finalizado, esto no se produciría hasta 2024, estando así previsto que fuese estrenado en la Estación de Penitencia de ese año, algo que finalmente no fue posible debido a las inclemencias meteorológicas. 
Durante este periodo también, en el año 2020, la Hermandad adquirió de nuevo la imagen de Nuestra Señora de los Dolores y el Rayo debido a la desaparición de su Hermandad. Sería la corporación del Descendimiento la encargada de organizar el Besamanos a la Sagrada Imagen en la jornada del Viernes de Dolores, y unos Solemnes Cultos y salida procesional en las últimas semanas del mes de septiembre.

## Imágenes Titulares

### Santísimo Cristo del Descendimiento

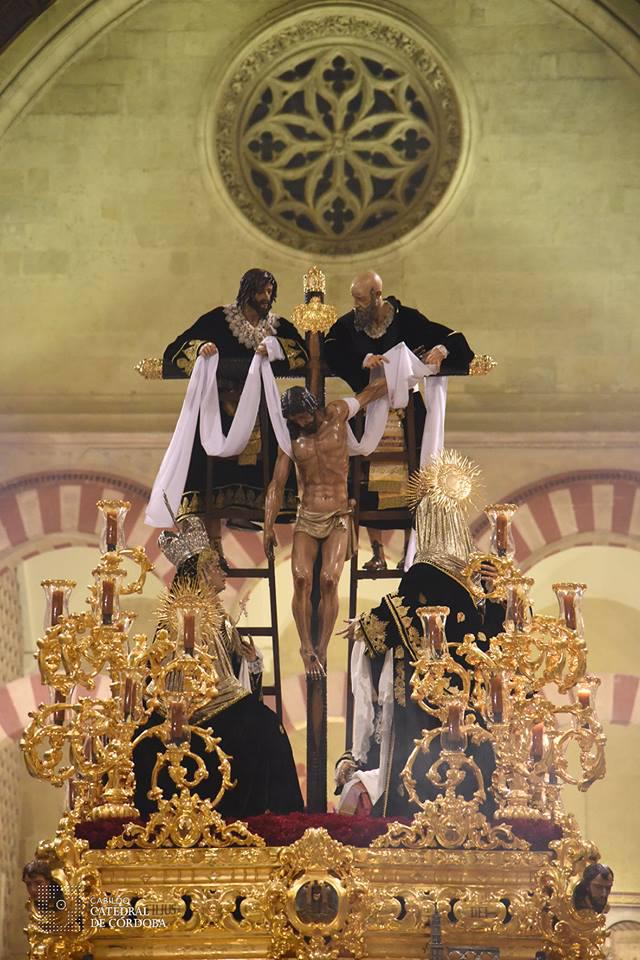
Paso de Misterio del Santísimo Cristo del Descendimiento.

El Cristo es obra del imaginero valenciano Amadeo Ruiz Olmos en 1938, siendo restaurado por Miguel Ángel González Jurado en 1992, quien actuó sobre los ensamblajes y estructura de la imagen y aplica una nueva policromía, más rica en matices. Su iconografía representa a Cristo muerto, en el momento de ser descendido del madero por los Santos Varones. Se trata de una imagen de gran peso, ya que es de madera maciza, y con una anatomía elegante, con su brazo derecho suspendido en el aire, sujeto por un extremo del sudario, mientras que el izquierdo y los pies siguen clavados en la Cruz. El torso es atlético y en él se detallan minuciosamente las costillas y los músculos pectorales y abdominales. Primitivamente su cruz era de madera plana, pero en 1944 fue sustituida por una arbórea realizada por el mismo Ruiz Olmos, y en 2001 por otra también arbórea de José Carlos Rubio Valverde.
El resto de figuras restantes del paso de misterio son obra del mismo González Jurado, realizando en 1993 a María Santísimo del Refugio y San Juan Evangelista, dos de los Titulares de la Hermandad. Entre 1997 y 1999 llegarían las imágenes de María Magdalena y las dos Marías, María de Salomé y María de Cleofás. Por su parte, las imágenes de los Santos Varones (Nicodemo y José de Arimatea), fueron llevados a cabo más de una década después por el imaginero Alfonso Castellano, dando así por finalizado el misterio en el año 2010.
El paso sobre el que procesiona el misterio fue conceptuado y realizado en estilo barroco por Don Antonio Corrales León, contando con la ebanistería de Don José Redondo Castillo. Se utilizó para su ejecución madera de pino y en zonas de poca relevancia estructural la madera de chopo, talladas para su posterior sobredorado. Se trata de un paso de grandes dimensiones que en su origen fueron 2,80 metros en el frontal, 4,70 en el lateral y 1,80 de altura. Desde su estreno en 1949 hasta 1993 su estampa fue invariable, marcado por la quietud al ser procesionado a ruedas. Sin embargo, la adquisición de un nuevo misterio de mucho menos pesado que el de Ruiz Olmos permitió el cambio de las ruedas por los costaleros. De esta manera, el paso es sometido a una profunda restauración, reestructuración y redorado, siendo ésta llevada a cabo por el joven tallista cordobés José Carlos Rubio Valverde a partir del año 2001.

### Nuestra Señora del Buen Fin

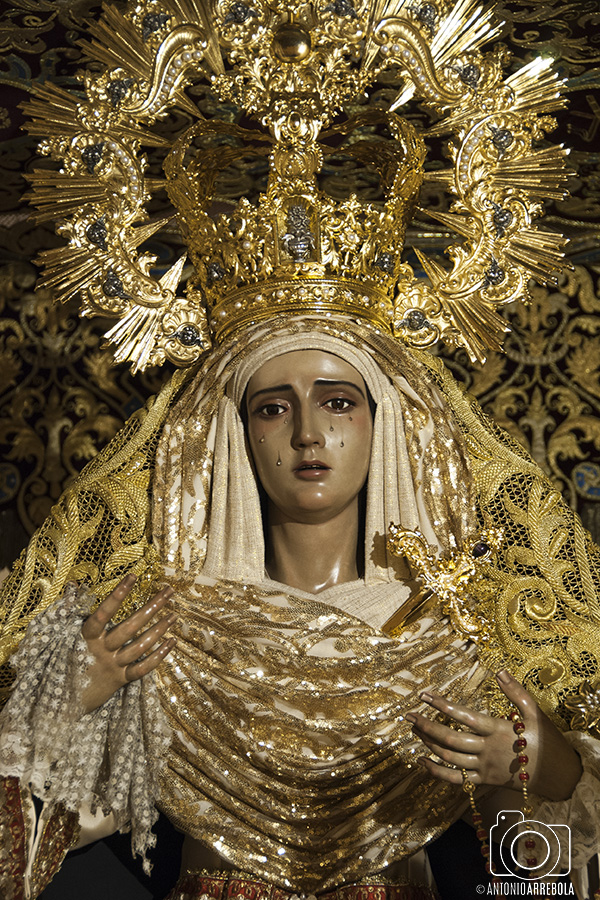
Nuestra Señora del Buen Fin.

La Virgen es obra del imaginero sevillano Manuel Hernández León de 1979, siendo restaurada en el año 2009 por Francisco Romero Zafra. Su adquisición por parte de la Hermandad y la advocación de la talla fue gracias a la intervención de Fray Ricardo de Córdoba. Inclina ligeramente la cabeza a la derecha, al tiempo que sus manos quedan extendidas para portar el manípulo y el Santo Rosario. El lozano semblante posee cejas y pestañas inferiores pinceladas en la madera, ojos de cristal, pestañas postizas en el párpado superior, perfil clásico, mejillas encendidas por el llanto, unos labios entreabiertos y un largo cuello.
La imagen procesiona bajo un palio finalizado en el año 2024, obra póstuma de Fray Ricardo de Córdoba e interpretada por su discípulo y hermano de la Hermandad Antonio Villar. Bordado en oro fino, rematado en fleco de bellota y borlas, presenta la Gloria del palio anterior, pero integrada de mejor forma en el diseño. Además, alrededor de esta Gloria se sitúan ocho cartelas pintadas por Manuel Torrico, en las que se incluye a San José y el Espíritu Santo, en referencia a la sede de la Hermandad, San Rafael, Custodio de Córdoba, a San Acisclo y Santa Victoria, mártires y patrones de Córdoba, a Nuestra Señora de la Fuensanta, patrona de la ciudad, el abrazo de San Francisco, como homenaje póstumo a Fray Ricardo, y a Santa Teresa de Jesús, que visitó la sede canónica.
Los respiraderos, estrenados en el año 2008, están realizados en alpaca cincelada y plateada en los talleres de orfebrería de Orovio de la Torre de Ciudad Real, bajo diseño de los mismos talleres. En la Semana Santa 2014 se completa el juego de orfebrería del paso de palio con los candelabros de cola diseñados y ejecutados por nuestro hermano y orfebre Manuel Aguilera Villanueva, y que siguen el diseño del resto de orfebrería del paso, terminando cada candelabro en una original terminación con el escudo de la Cofradía. Del mismo orfebre es el llamador, el cual representa el Arco del Triunfo escoltado por dos representaciones de la “Mujer Cordobesa”, inspirada en los cuadros de Julio Romero de Torres.

### Nuestra Señora de los Dolores y del Rayo

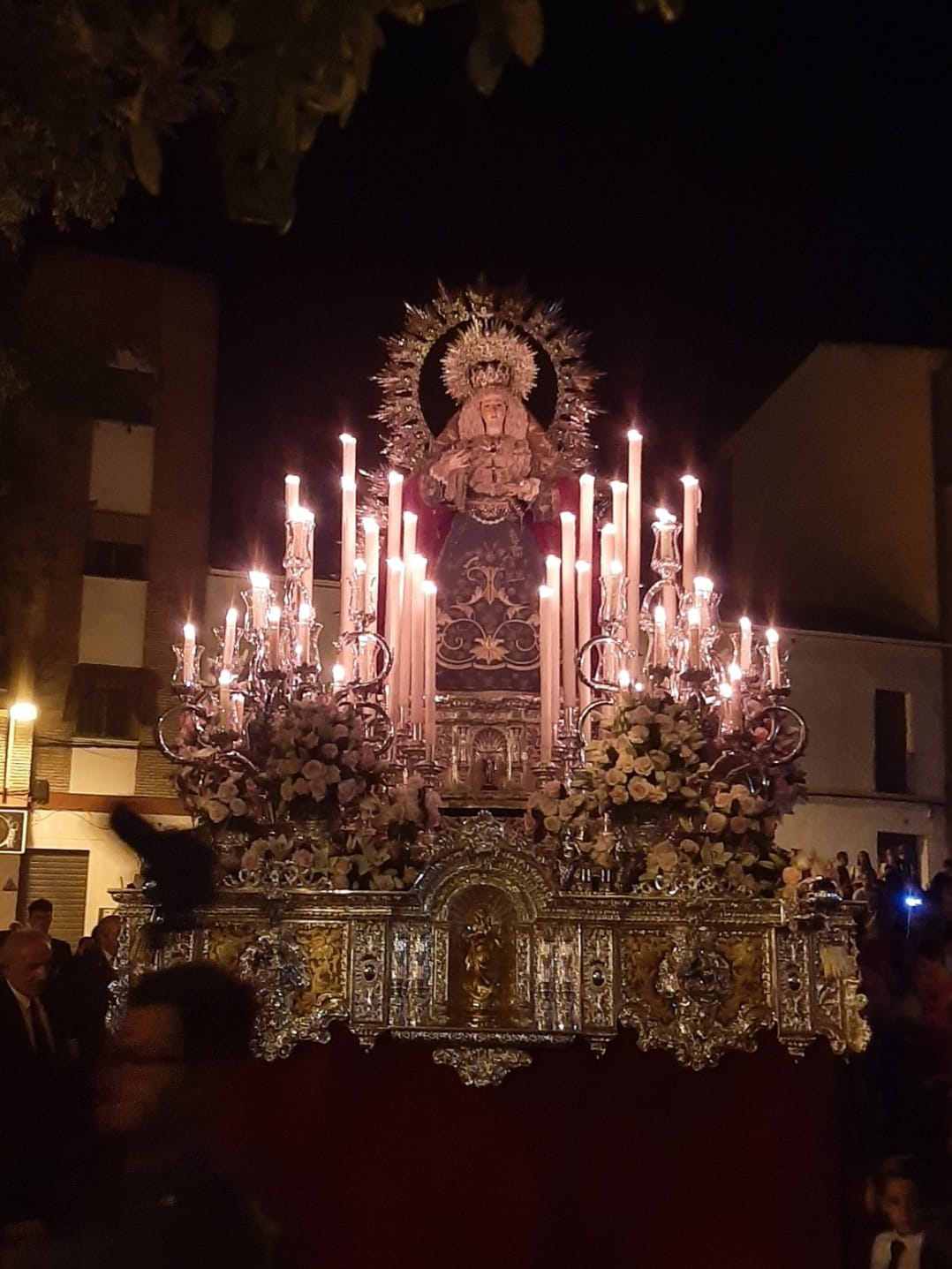
Nuestra Señora de los Dolores y del Rayo en su salida procesional.

Imagen Anónima de finales del siglo XVI o principios del XVII. Fue la primera Titular adquirida por la Hermandad, procesionando sobre el paso de misterio de la Cofradía hasta 1959 tras la adquisición de la nueva imagen de una Dolorosa obra de Amadeo Ruiz Olmos.
Si bien la imagen continuó formando parte de la corporación pero sin realizar su salida, sería en los años ochenta cuando surgiría la idea por parte un grupo de devotos del barrio de la Campo de la Verdad de fundar una Hermandad en torno a la imagen, fruto de la gran devoción que suscita entre los vecinos. Así, la corporación terminó materializándose como Hermandad de Gloria en 1984, siendo aprobados sus estatutos  de manera definitiva en 1987. Ésta, diseñó una serie de actos cultuales en honor a la imagen, entre los que destacó la salida procesional de la talla en la jornada del Sábado Santo.
Sin embargo, en el año 2018, tras la dimisión del Hermano Mayor por problemas personales ajenos a la Cofradía, suspendió la procesión del siguiente año. Así, por decisión del Consiliario de la Hermandad, ésta quedó disuelta, y en octubre de 2019, la Hermandad del Descendimiento aprueba volver a incluir la imagen entre sus imágenes Titulares, haciéndolo esta vez como Titular de Gloria. De esta manera, sus cultos y procesión tienen lugar en torno a la festividad de los Dolores Gloriosos, el 15 de septiembre.

## Recorrido
A continuación, se detalla el recorrido y horario completo de la Estación de Penitencia del Viernes Santo:
- Recorrido de ida: Paseo Cristo del Descendimiento (Salida - 19:50), Acera de Granada, Plaza de la Iglesia, Bajada Del Puente, Calahorra, Puente Romano.
- Recorrido oficial: Triunfo, Torrijos, Perdón, Patio Naranjos, SANTA IGLESIA CATEDRAL, Patio Naranjos, Magistral Glez. Francés.
- Recorrido de vuelta: Cardenal González, Cruz Del Rastro, Ronda de Isasa, Puente Romano, Calahorra, Bajada del Puente, Plaza de Santa Teresa, Plaza de la Iglesia, Acera de Granada, Paseo Cristo del Descendimiento (Entrada - 00:50)

## Acompañamiento musical
- Paso de misterio del Descendimiento: Banda de Cornetas y Tambores de Nuestro Padre Jesús Caído y Nuestra Señora de la Fuensanta, de Córdoba.
- Paso de palio de Nuestra Señora del Buen Fin: Banda de Música de "El Saucejo" (Sevilla).

### Patrimonio Musical

#### Marchas al Stmo. Cristo del Descendimiento
- “Descendimiento”, compuesta por Juan Luis Cabanillas, director de la antigua Banda de Cornetas y Tambores de N.P.J. Caído, Córdoba, estrenada en 2002, esta marcha ha sido rearmonizada en 2005 por el mismo autor.
- “Y en Tú mirada…Mi Refugio”, de Juan Luis Cabanillas y Francisco Camacho, estrenada en la Cuaresma 2008 y sonando por primera vez tras el paso del Stmo. Xto. del Descendimiento el Viernes Santo de 2008. Dedicada por la antigua banda de CC. y TT. de Ntro. Padre Jesús Caído de Córdoba.
- “Descendido en Tú Buen Fin”, de Manuel Alejandro González Cruz, director musical de la prestigiosa banda de las Tres Caídas de Sevilla, y dedicada a la Hermandad por la Banda de Cornetas y Tambores de Ntro. Padre Jesús Caído y Nuestra Señora de la Fuensanta. Se estrena en la Cuaresma de 2.013.
- “A Tus Brazos el Hijo de Dios”, de Ignacio García, compositor y músico granadino, dedicada por la Banda de Cornetas y Tambores de Ntro. Padre Jesús Caído y Ntra. Sra. de la Fuensanta. Estrenada en la Cuaresma de 2.016.
- “Santísimo Cristo del Descendimiento”, de Israel Guijarro, dedicada por la Banda de Cornetas y Tambores de Ntro. Padre Jesús Caído y Ntra. Sra. de la Fuensanta.
- “Al pie de la Cruz”, de Iván Pozo Mesa (2019) interpretada por la Banda de Cornetas y Tambores Ntro. Padre  Jesús Caído y Ntra. Sra. de la Fuensanta.
- “Sagrado Descendimiento”, de Norberto Tapia Martínez (2019) interpretada por la Agrupación Musical Ntro. Padre Jesús de la Redención en la Cuaresma del mismo año.

#### Marchas a Ntra. Sra. del Buen Fin
- “El Buen Fin”, de Alfonso Lozano Ruiz, músico y compositor miembros de la banda de música “Mª Stma. de la Esperanza” de Córdoba. Compuesta en agosto de 2013 y estrenada en la Cuaresma de 2.013.
- “Refugio en su Buen Fin”, obra de Francisco Javier Carrasco de 2005, director de la Banda de Música de Ntra. Sra. de Guaditoca, Guadalcanal (Sevilla), estrenada en 2005 en el IV Encuentro Nacional de Hermandades de Descendimiento.
- “Reina del Cielo en su Buen Fin”, compuesta por Eusebio Jiménez en 2001, componente de la Banda de Música Santísimo Cristo del Amor de Córdoba, estrenada en la Fiesta de Regla de la Hermandad en el año 2003.
- “Buen Fin del Descendimiento”, obra de Francisco Conde de 1994, antiguo director de la Banda de Música Santísimo Cristo del Amor de Córdoba.
- “Salve a Ntra. Sra. del Buen Fin”, pieza adaptada a banda de música por F. Javier Carrasco, director de la B.M. de Ntra. Sra. de Guaditoca, con letra y música de José Luis Requerey.
- “La Virgen del Buen Fin”, obra de Pablo Martínez Recio (2017), componente de la Banda de Música "María Stma. de la Esperanza" estrenada en el concierto de la Hdad en el mismo año.

## Paso por la Carrera Oficial
| Predecesor: La Expiración | Orden de entrada en la carrera oficial (Viernes Santo) Tercer lugar | Sucesor: La Conversión |